# Пекшиксолинское сельское поселение
Пекшиксолинское сельское поселение — муниципальное образование (сельское поселение) в составе Медведевского района Марий Эл Российской Федерации.
Административный центр поселения — деревня Пекшиксола.

## История
Статус и границы сельского поселения установлены Законом Республики Марий Эл от 18 июня 2004 года № 15-З «О статусе, границах и составе муниципальных районов, городских округов в Республике Марий Эл».

## Население
| 2010  | 2011  | 2012  | 2013  | 2014  | 2015  | 2016  |
| ----- | ----- | ----- | ----- | ----- | ----- | ----- |
| 3624  | ↗3629 | ↗3687 | ↗3794 | ↘3793 | ↘3737 | ↘3688 |
| 2017  | 2018  | 2019  | 2020  | 2021  | 2023  |       |
| ↘3676 | ↘3628 | ↗3655 | ↗3781 | ↗4051 | ↗4079 |       |

## Состав сельского поселения
В состав сельского поселения входят 10 деревень и 1 посёлок:
| №  | Населённый пункт | Тип населённого пункта          | Население |
| -- | ---------------- | ------------------------------- | --------- |
| 1  | Большой Яшнур    | деревня                         | ↘128      |
| 2  | Ельняги          | деревня                         | ↘200      |
| 3  | Малый Яшнур      | деревня                         | ↘42       |
| 4  | Митькино         | деревня                         | ↘119      |
| 5  | Новый            | посёлок                         | ↗2060     |
| 6  | Ошурга           | деревня                         | ↗280      |
| 7  | Пекшиксола       | деревня, административный центр | ↗824      |
| 8  | Салтак-Корем     | деревня                         | ↗94       |
| 9  | Тойкино          | деревня                         | ↗226      |
| 10 | Тумерсола        | деревня                         | ↗100      |
| 11 | Шоядур           | деревня                         | ↗242      |